# Esosfera

Strati dell'atmosfera

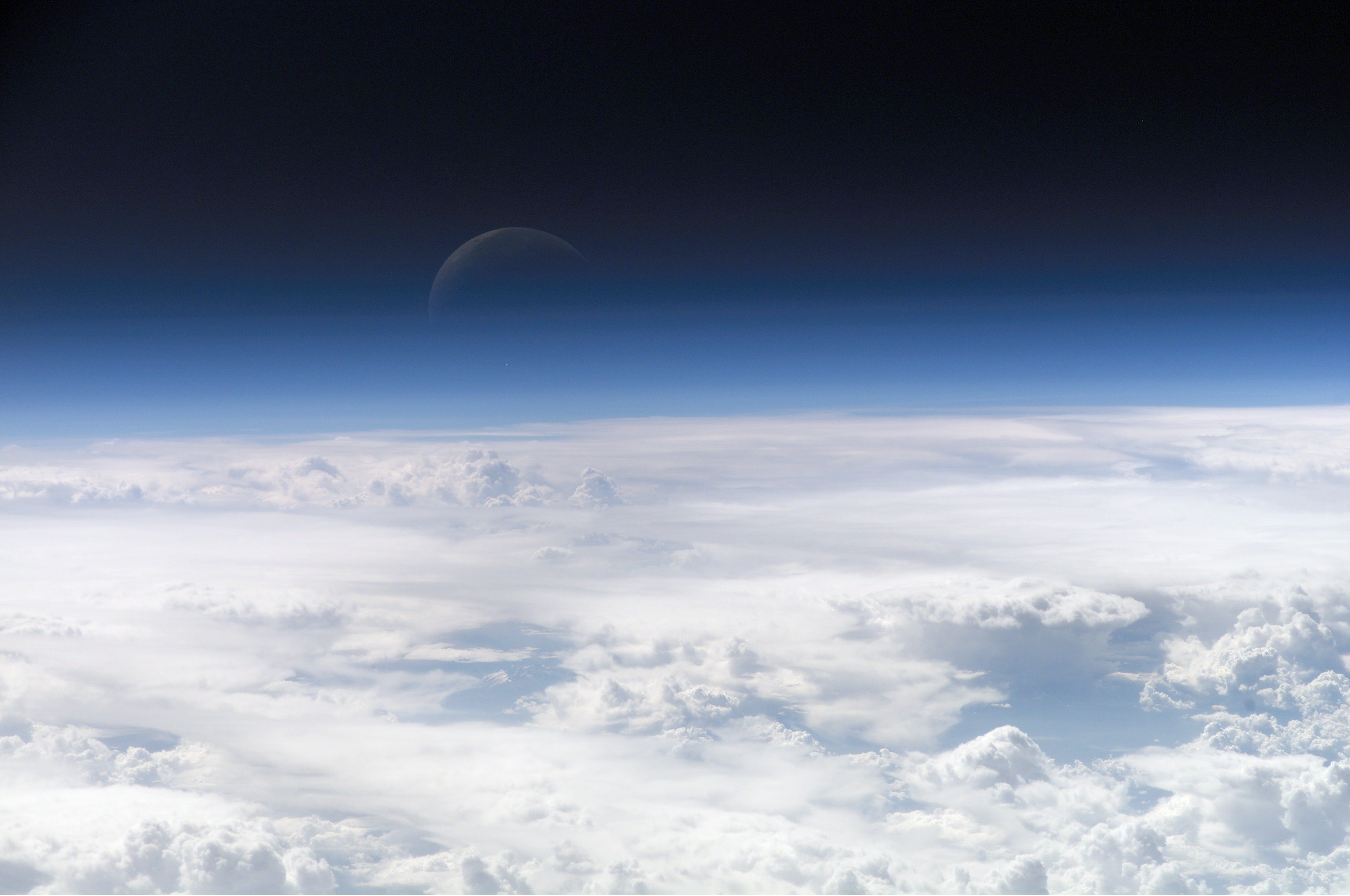
L'atmosfera terrestre vista dalla sua sommità (esosfera), sullo sfondo la Luna parzialmente illuminata dal Sole

L'esosfera terrestre è lo strato più esterno dell'atmosfera terrestre, a partire da circa 500 km di altezza ed estesa fino a circa 10 000 km. Le particelle gassose che raggiungono e superano la velocità di fuga (11,2 km/s), non partecipano più alla rotazione terrestre, disperdendosi nello spazio interplanetario, e in genere, sono gli elementi più leggeri (idrogeno ed elio) quelli che lasciano più frequentemente e facilmente la nostra atmosfera.
L'esosfera è caratterizzata da una temperatura di circa 700 °C, variabile a seconda dell'attività solare. Ma la temperatura di centinaia di gradi alle altezze maggiori, non indica un "caldo" così enorme; si tratta solamente della temperatura cinetica e cioè, della temperatura che sarebbe necessaria al livello del mare affinché le molecole possedessero la stessa energia cinetica che hanno a queste altezze, ovvero è l'energia "posseduta" dai singoli atomi, i quali però sono molto rarefatti spazialmente; ragion per cui, pur possedendo ciascuno un'energia equivalente a centinaia di gradi, percepibili qualora a livello pressorio del suolo, la loro rarefazione non permette un identico scambio termico con il restante ambiente (es: con la tuta di un astronauta o un termometro).